# Aryam Abreu Delgado
Aryam Abreu Delgado (* 9. Juli 1978 in Güines) ist ein kubanischer Schachmeister. 
Abreu lebt in seinem 50 km südöstlich von Havanna gelegenen Geburtsort Güines in der Provinz Mayabeque, die 2010 aus der aufgelösten Provinz Havanna entstand. 2007 wurde er bei den Landesmeisterschaften Vierter. Im Jahr darauf konnte er das Capablanca-Turnier in Havanna auf dem geteilten ersten Platz beenden. Sein größter Erfolg war bisher der Sieg beim Carlos-Torre-Repetto-Turnier in Mexiko im Dezember 2012. Mit der kubanischen Nationalmannschaft nahm Abreu 2001 an der Mannschaftsweltmeisterschaft teil.